# Лёхово (Невельский район)
Лёхово — деревня в Невельском районе Псковской области России. Входит в состав Артёмовской волости. 

## География
Расположена в 34 км к юго-востоку от райцентра, города Невель, на автодороге Р133 (Невель—Усвяты—Велиж).

## Население
| 2001 | 2002 | 2010 |
| ---- | ---- | ---- |
| 435  | ↘361 | ↘348 |

Численность населения деревни по оценке на начало 2001 года составляла 435 жителей.

## История
С января 1995 до апреля 2015 года деревня входила в состав ныне упразднённой Лёховской волости.

## Образование и культура
- МОУ «Лёховская средняя общеобразовательная школа»[5].